# 初心運転者
一部の国や地域では、運転免許を取得してまもない初心運転者（しょしんうんてんしゃ）について、一般の運転者とは異なる特別な規制が課されている。本稿では、そのような初心運転者に関する規制について解説する。

## 概要
多くの国においては、運転免許を取得するために試験が行われているが、試験を受ける時点では運転経験に乏しいため、社会の中で車を運転してその中で運転者を評価していく、また運転者の保護を図ることも目的として、特別な制度が設けられている。

## 日本
日本では、準中型自動車・普通自動車・大型自動二輪車・普通自動二輪車・原動機付自転車の各免許について、運転免許証の新規取得から1年間を初心運転者期間としている（道路交通法100条の2）。なお、取得後に上位免許を取得した場合（例、普通免許取得後に準中型免許を取得した場合は普通車は適用を受けない。準中型車は適用される）、1年経過後初心運転者でなくなってから更新忘れで一度免許を失効し、6か月以内に再取得した場合、あるいは普通免許の取得後2年経過した後、準中型免許を取得した場合は初心運転者期間の適用を受けない（同条但書）。

### 初心運転者講習
初心運転者期間中に当該の自動車について交通違反を起こし、累積の違反点数が3点以上（3点の違反を一度して、それ以外に点数がない場合は除く）となると（道路交通法施行令36条）、初心運転者講習を受けることができる（道路交通法108条の3）。
初心運転者講習は、やむを得ない場合を除き、公安委員会からの通知を受けてから1か月以内しか受講することはできない（同条2項）。また、原動機付自転車についての初心者講習は4時間、それ以外の免許では7時間行われる（道路交通法施行規則38条10項5号）。

### 再試験
初心者講習の対象となったものの講習を受けなかった場合、あるいは初心者講習を受けてから初心者期間の終了までの間に違反点数をさらに3点以上累積させた場合（3点の違反を一度して、それ以外に点数がない場合は除く）は、初心運転者期間が経過した後に運転免許の再試験を受けなければならない（道路交通法100条の2）。
再試験は、その旨の通知を受けてから1か月以内に受験しなければならないが、やむを得ない事情のある場合や、普通免許の再試験について免許が停止中の場合は、その事情がなくなってから1か月以内となる（道路交通法100条の2第5項）。
再試験は新規に免許を取得する際の試験と同様に（道路交通法100条の2第3項）学科・技能試験（原付は学科試験のみ）が行われる（道路交通法100条の2第2項）が、運転免許試験場で行われ、いわゆる一発試験と同じ条件であるため再試験での合格を得ることは容易でない。再試験に合格しなかった場合、あるいは再試験を受験しなかった場合、運転免許は取り消しとなる（道路交通法104条の2の2）。
なお、再試験による免許取り消しの場合、他の種類の運転免許は取り消しの対象とならない（道路交通法107条2項）ほか、欠格期間や取消処分者講習の義務は発生せず、翌日からでも免許を受けることができる。さらに、準中型免許・普通免許が再試験で取り消しとなった場合、それから6か月以内は準中型仮免許・普通仮免許の学科・技能試験が免除される（道路交通法施行令34条の5第4号）。

### 補足
初心運転者制度による講習・再試験は通常の違反点数による行政処分に代わるものではなく、所定の点数が貯まった場合、違反者講習や免許停止などの処分も通常通り課される。

### 初心運転者標識

初心運転者標識

準中型免許を受けて1年に満たない運転者が準中型自動車を運転する場合、あるいは「準中型免許もしくは普通免許」を受けて1年に満たない運転者が普通自動車を運転する場合、車の前後に初心運転者標識（初心者マーク、若葉マーク）を付けなければならない（道路交通法71条の5第1項）。

### 二人乗り
オートバイの免許（普通自動二輪・大型自動二輪のいずれかの免許）を取得して1年に満たない場合、側車のないオートバイに二人乗りすることはできない（道路交通法71条の4第5項・第6項）。また、高速道路（高速自動車国道または自動車専用道路）で二人乗りを行う場合、期間要件は1年でなく3年となり、また運転者が20歳以上であるという要件も別途課される（道路交通法71条の4第3項・第4項）。

## 各国の制度

### カナダ
カナダでは、自動車の規制権限が州・準州にあるので、地域ごとに規制も違ってくる。ブリティッシュコロンビア州では、指導を受けて路上試験に合格した後、通常2年後に行われる追加の試験に通過するまでは、緑色のN（novice：「初心者」）が書かれたプレートを付けなくてはならない。また、Nプレートを付けるドライバーが運転して、25歳以上の別なドライバーが助手席に同乗しない場合、家族以外の人は1人しか乗せられない。

### 北アイルランド

北アイルランド・マン島での「R」プレート

北アイルランドでは、運転試験に合格してから1年間、「制限運転者」として最高速度が45mph（約72km/h）に制限されるほか、白地に赤のサンセリフ体で「R」と書かれたプレートを掲げなければならない。高速道路上では速度制限のかかる制限運転者は疎まれる傾向にあり、結果としてRプレートを出さない、制限速度を守らない、というような事態を招いている。

### マン島
マン島では、正式な免許を得てから1年間は、北アイルランドと同様な白地に赤の「R」が書かれたプレートを付ける必要があるほか、最高速度は50mph（約80km/h）に制限される。

### 香港

「P」プレート

香港では、自家用車・小型貨物車・二輪車の免許について1年間の見習い期間が設けられている。見習い期間のドライバーは、車の前後に「P」と書かれたプレートを付けなければならないほか、以下のことができない。
- 70 km/hを超えるスピードを出すこと
- 二輪車への二人乗り
- 3車線以上の高速道路で、いちばん内側の車線を走ること

見習い期間中に軽微な違反を一度犯した場合、見習い期間は6ヶ月延長される。また、2回目の軽微な違反があった場合や、一度でも重大な違反があった場合は、免許が取り消しとなる。見習い期間を通過して初めて正式な免許を得ることができる。

### イスラエル
イスラエルでは、免許試験に合格してから2年間は、ヘブライ語で「新人運転者」（נהג חדשもしくは女性形のנהגת חדשה、男女両方に使えるנהג\ת חדש\ה）が書かれたプレートを付けなければならない。このプレートは、黄色地に黒い文字で光を反射する素材であり、後部ガラスの隅に貼らなければならない。また、プレート自体や文字の寸法についても最小限の規格が定められている。そして、新人でない運転者が運転しているときにこのプレートを付けてはいけない。
新人運転者にはいくつかの制限が課される。免許を受けてから3ヶ月の間は、助手席に一定の経験を積んだ免許保持者を乗せないで運転することができない。新人の起こした交通違反への処分は厳しく、一発で免許が取り消しとなる違反もリストアップされている。年齢が低い場合には追加の制限もあり、21歳未満の新人運転者が経験者を助手席に乗せていない場合、運転者のほかに2人までしか車に乗せることができない。

### 注
1. ↑  2007年（平成19年）6月2日、それ以前の普通免許は中型8t限定免許に変更となったが、取得日から1年が経過するまでは中型8t免許に変更になっても引き続き初心運転者期間が適用された（平成16年6月9日改正の道路交通法附則14条）。2017年（平成29年）3月12日、それ以前の普通免許（2007年（平成19年）6月2日から2017年（平成29年）3月11日までに取得）が準中型5t限定免許に変更となったが、改正直前に取得した場合、準中型5t限定についても取得日から1年間は初心運転者期間が適用される。
2. ↑  初心者取消の場合は含まれない。
3. ↑  例えば、大型自動二輪免許・普通自動二輪免許を受けて1年以上経過してから準中型免許・普通免許を取得した場合、準中型自動車・普通自動車で起こした交通違反に付いた点数だけで判断する。
4. ↑  技能試験が路上でも行われるため、免許が有効でなければ試験を行うこと自体ができない。
5. ↑  ただし、準中型免許・普通免許を受験するには、仮免許を得て5日間以上路上で練習することが必要である（道路交通法96条の2）。
6. ↑  普通免許を受けてから2年以上して準中型免許を受けた場合、期間中に上位免許を取得した場合など、一定の場合は除外される。
7. ↑  準中型免許で普通自動車を運転する場合の初心運転者標識は2020年12月1日以降に免許を取得した場合に義務化。
8. ↑  なお、初心運転者期間と違い、普通自動二輪免許または大型自動二輪免許を受けていた期間で考えるので、例えば普通自動二輪免許を受けてから1年以上して大型自動二輪免許を取得した場合、その日から大型自動二輪車に2人乗りしても法的な問題はない。